# Rio Mansinho
Rio Mansinho är ett vattendrag i Brasilien.   Det ligger i delstaten Santa Catarina, i den södra delen av landet, 1 300 km söder om huvudstaden Brasília.
I omgivningarna runt Rio Mansinho växer huvudsakligen savannskog. Runt Rio Mansinho är det mycket glesbefolkat, med 4 invånare per kvadratkilometer.